# Spädsalvia
Spädsalvia (Salvia reflexa) är en kransblommig växtart som beskrevs av Jens Wilken Hornemann. Enligt Catalogue of Life ingår Spädsalvia i släktet salvior och familjen kransblommiga, men enligt Dyntaxa är tillhörigheten istället släktet salvior och familjen kransblommiga. Arten förekommer tillfälligt i Sverige, men reproducerar sig inte. Inga underarter finns listade i Catalogue of Life.